# Internationales Dressurfestival Lingen
Das Internationale Dressurfestival Lingen fand von 1999 bis 2013 statt. Es war ein internationales Dressurturnier und zählte zu den wichtigsten Veranstaltungen dieses Sports in Deutschland.

## Veranstalter
Veranstalter des Internationalen Dressurfestivals war die Turnierorganisation Hanekenfähr in Lingen, deren Geschäftsführer Heinrich Kampmann deutschlandweit als Mentor und Förderer des Dressursports aktiv ist. Die Organisation erfolgte in Zusammenarbeit mit der ESCON-Marketing GmbH aus Emstek.

## Das Turnier
Das Dressurfestival fand jeweils in der Freilandsaison auf dem Festivalgelände an den Emslandhallen in Lingen (Ems) statt. Es wurden jeweils etwa 20 Prüfungen ausgetragen, das Starterfeld umfasst insgesamt rund 300 Reiter. Das Turnier wurde, nachdem es 2008 einmalig als CDI 5* ausgetragen wurde, als CDI 4* durchgeführt.
Im Starterfeld fanden sich traditionell viele Dressurreiter der Weltspitze. Das Programm umfasst eine Grand-Prix-Spécial-Tour, eine Grand-Prix-Kür-Tour sowie Dressurprüfungen für Reiter bis 25 Jahre.
Neben dem Spitzensport gab es auf dem Turnier in Lingen auch Basis-Prüfungen. Hier traten sowohl Nachwuchs-Reiter als auch junge Dressurpferde im Viereck auf, letztere in einer Qualifikation zum Nürnberger Burgpokal. Daneben fand auch eine Fach-Ausstellung zu diversen Themen rund um das Pferd unter dem Motto „Emsland – Pferdeland“ statt.
Das Turnier wurde für das Jahr 2014 abgesagt, da die Finanzierung der Veranstaltung nicht gesichert war. Ein Jahr später sollte hier der deutsche Dressurnationenpreis (CDIO) durchgeführt werden, da in diesem Jahr der CHIO Aachen nicht in gewohnter Form stattfindet. Aufgrund der Absage vergab die Deutsche Reiterliche Vereinigung den CDIO 2015 neu nach Hagen am Teutoburger Wald.

### Die Sieger seit 2002
| Jahr | Ausschreibung des Turniers | Sieger in der Grand Prix Kür                    | Sieger im Grand Prix Spécial                   |
| ---- | -------------------------- | ----------------------------------------------- | ---------------------------------------------- |
| 2002 | CDI 3*                     | Lisa Wilcox Relevant (80,32 %)                  | Lars Pedersen Cavan                            |
| 2003 | nationales Turnier         | Lisa Wilcox Relevant (79,90 %)                  | Klaus Husenbeth Piccolino                      |
| 2004 | CDI 3*                     | Andreas Helgstrand Cavan (81,450 %)             | Per Sandgaard Zancor                           |
| 2005 | CDI 3*                     | Kyra Kyrklund Max (79,500 %)                    | Nadine Capellmann Elvis VA (76,92 %)           |
| 2006 | CDI 3*                     | Nadine Capellmann Elvis VA (79,175 %)           | Hubertus Schmidt Forest Gump NRW (75,72 %)     |
| 2007 | CDI 4*                     | Klaus Husenbeth Piccolino (74,650 %)            | Hubertus Schmidt Andretti H (73,360 %)         |
| 2008 | CDI 5*                     | Anky van Grunsven Painted Black (80,500 %)      | Isabell Werth Satchmo (75,560 %)               |
| 2009 | CDI 4*                     | Patrik Kittel Scandic (74,650 %)                | Isabell Werth Satchmo (79,875 %)               |
| 2010 | CDI 4*                     | Ashley Holzer Pop Art (76,300 %)                | Laura Bechtolsheimer Mistral Hojris (79,458 %) |
| 2011 | CDI 4*                     | Helen Langehanenberg Responsible OLD (75,325 %) | Isabell Werth El Santo NRW (78,833 %)          |
| 2012 | CDI 4*                     | Patrik Kittel Scandic (79,325 %)                | Laura Bechtolsheimer Mistral Hojris (77,556 %) |
| 2013 | CDI 4*                     | Maria Anita Andersen Loxana (73,225 %)          | Fabienne Lütkemeier D'Agostino (75,750 %)      |

## Medien
Ab 2008 zeigt der deutsche TV-Sender DSF/Sport1 jeweils eine Live-Übertragung oder Zusammenfassung vom Internationalen Dressurfestival Lingen. Das Turnier wurde zudem seit 2009 vom deutschen IPTV-Sender ClipMyHorse übertragen.